# Pont Supérieur (stacja metra)
Pont Supérieur – stacja metra w Lille, położona na linii 2. Znajduje się w Lille, w  miejscowości Lomme. Stacja obsługuję okolicę Les Châteaux w sąsiedniej miejscowości Lambersart.
Została oficjalnie otwarta 1 kwietnia 1989.